# 萩信用金庫
萩信用金庫（はぎしんようきんこ）は1917年から2010年の間に存在し、山口県萩市に本店を置いていた信用金庫。統一金融機関コードは1785で、合併前時点の店舗数は11店舗だった。2010年1月12日をもって、山口市に本店を置く山口信用金庫との合併を行うと共に、萩山口信用金庫に改称された（存続金庫は山口信金）。これにより、萩信金は約93年の歴史に幕を下ろした。

## 沿革
- 1917年2月28日 - 有限責任萩積善信用組合として設立。
- 1950年4月17日 - 萩信用組合に改組。
- 1951年10月20日 - 信用金庫法に基づき、萩信用金庫となる。
- 2010年1月12日 - 山口信用金庫（存続金庫）と合併し、萩山口信用金庫に改称（旧：萩信金本店は「萩山口信用金庫 萩支店」となった）。